# جيمس ويليامسون (ملحن)
جيمس ويليامسون (بالإنجليزية: James Williamson)‏ هو ملحن وعازف قيثارة ومنتج أسطوانات أمريكي، ولد في 29 أكتوبر 1949 في كاستروفيل في الولايات المتحدة.

## وصلات خارجية
- الموقع الرسمي
- جيمس ويليامسون على موقع IMDb (الإنجليزية)
- جيمس ويليامسون على موقع ميوزك برينز (الإنجليزية)
- جيمس ويليامسون على موقع رولينغ ستون (الإنجليزية)
- جيمس ويليامسون على موقع أول ميوزيك (الإنجليزية)
- جيمس ويليامسون على موقع ديسكوغز (الإنجليزية)
- جيمس ويليامسون على موقع قاعدة بيانات الفيلم (الإنجليزية)